# 硫酸亚铁
硫酸亞鐵（英語：iron(II) sulfate）或稱亞鐵硫酸鹽（英語：ferrous sulfate），指的是一系列化學式為FeSO4·xH2O的鹽類。這些化合物最常見的是七水合物（x=7），但也存在其他水合程度的變體。水合物形式在醫學上用於治療或預防缺鐵，並廣泛應用於工業領域。
自古以來，它就被稱為「綠礬」（copperas或green vitriol，礬（Vitriol）是涵蓋一類金屬硫酸鹽化合物的通用化學名稱，最初指的是鐵或銅的硫酸鹽）。藍綠色的七水合物（含有7個水分子）是這種物質最常見的形式。所有硫酸亞鐵都能溶於水，形成相同的六水合亞鐵離子（水錯合物） [Fe(H2O)6]2+，其具有八面體形分子構型並呈順磁性。
「綠礬」這個名稱源於過去硫酸銅被稱為「藍綠礬」（blue copperas），或許是類比於此，硫酸亞鐵和硫酸鋅分別被稱為「綠綠礬」和「白綠礬」。
硫酸亞鐵已列入世界衛生組織基本藥物標準清單之中。於2022年，它在美國最常使用處方藥中排名第107位，開立的處方箋數量超過600萬份。

## 用途
硫酸亞鐵在工業上的主要用途是作為其他鐵化合物的前驅物。它是一種還原劑，可將水泥中的鉻酸鹽還原為毒性較低的三價鉻化合物。在過往數百年，硫酸亞鐵在紡織工業中被用作媒染劑（主要用途是將染料固定在纖維或組織上）。它在史上也被用於鞣黑皮革，並作為鐵膽墨水的成分。透過蒸餾綠礬（硫酸亞鐵）製備硫酸（「礬油」）的技術，至少已有700年的歷史。

### 植物生長
硫酸亞鐵是一種土壤改良劑，用於降低高鹼性土壤的pH值，讓植物能吸收土壤中的養分。
它在園藝的用途為治療缺綠病。雖然硫酸亞鐵的作用不如乙二胺四乙酸鐵快速，但效果更持久。它可與堆肥混合後埋入土壤中，形成一個能維持多年的鐵質儲存。硫酸亞鐵可用作草坪調理劑。它還可用於消除高爾夫球場果嶺上的真蘚。

### 顏料和工藝
硫酸亞鐵可用於將混凝土和一些石灰石及砂岩染成黃鏽色。
木工使用硫酸亞鐵溶液將楓木染成銀色色調。
綠礬也可作為鑑定蘑菇的有效試劑。

### 史上用途
硫酸亞鐵曾被用於製造墨水，其中最著名的是鐵膽墨水，這種墨水從中世紀一直使用到18世紀末。對拉吉書信（約公元前588-586年）進行的化學測試，顯示其中可能含有鐵。推測可能是橡樹癭和綠礬被用於製作這些信件所用的墨水。它還被用作羊毛染色的媒染劑。自17世紀以來，鑲嵌工藝及拼花地板中使用的材料花心木）也用到硫酸亞鐵。
英國於18世紀時開發兩種直接應用靛藍染料的方法，一直沿用到19世紀。其中一種稱為「中國藍」（china blue），用到硫酸亞鐵。在將不溶性形式的靛藍印在織物上後，靛藍在硫酸亞鐵的一系列浸泡中被還原為還原靛藍（在浸泡之間，於空氣中重新氧化為靛藍）。中國藍工藝可製出清晰的圖案，但無法產生其他靛藍染色法那樣的深色調。
硫酸亞鐵於1850年代後半葉被用作火棉膠工藝影像的攝影顯影劑。

## 水合物
硫酸亞鐵有多種水合形式，這些形式有些在自然界中存在，有些則是人工合成。
- FeSO4·H2O（礦物：水硫酸亞鐵礦（英语：szomolnokite）[16]，相對稀有，單斜晶系[17]）
- FeSO4·H2O（一種在壓力超過6.2吉帕時仍能保持穩定的合成化合物，三斜晶系[17]）
- FeSO4·4H2O（礦物：水硫酸亞鐵礦（英语：rozenite）[18][19]，呈白色，相對常見，可能是水綠礬（melanterite）的脫水產物，屬於單斜晶系[20]）
- FeSO4·5H2O（礦物：鐵礬[21][22]，相對稀有，三斜晶系[23]）
- FeSO4·6H2O（礦物：水綠礬[24][25]，很稀有，單斜晶系[23]）
- FeSO4·7H2O（礦物：水綠礬[26][27]，藍綠色，相對常見，單斜晶系[28]）

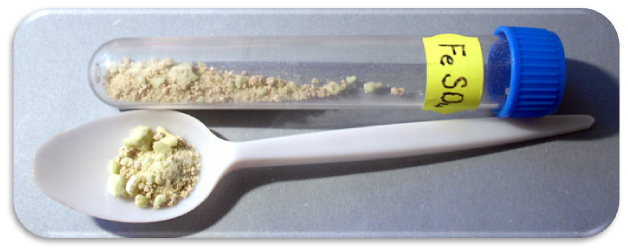
無水硫酸亞鐵

當水溶液溫度達到56.6°C（133.9°F）時，四水合物會趨於穩定。當溫度達到64.8°C（148.6°F）時，這些溶液會同時產生四水合物和一水合物。
這些礦物形態常見於含鐵礦床的氧化帶，例如黃鐵礦、白鐵礦、黃銅礦等。它們也存在於相關環境，像是煤炭燃燒地點。許多礦物會快速脫水，有時也會氧化。在這些環境中，還存在許多其他更複雜的含鐵(II)硫酸鹽（可能是鹼性、水合，或含有額外的陽離子），複水鐵礬就是一個常見例子。

## 生產與反應
在鋼材鍍層或塗層前的精整過程中，鋼板或鋼棒會通過硫酸的酸洗槽。這種處理會產生大量的副產品——硫酸亞鐵。
2 FeS
2 + 7 O
2 + 2 H
2O  →  2 FeSO
4 + 2 H
2SO
4
另一大量來源是透過硫酸鹽法由鈦鐵礦生產二氧化鈦的過程中。
硫酸亞鐵也可透過黃鐵礦的氧化作用進行商業製備：
2 FeS
2 + 7 O
2 + 2 H
2O  →  2 FeSO
4 + 2 H
2SO
4
它也可透過從其硫酸鹽溶液中置換活性低於鐵的金屬來生產：
CuSO
4 + Fe  →  FeSO
4 + Cu

### 反應

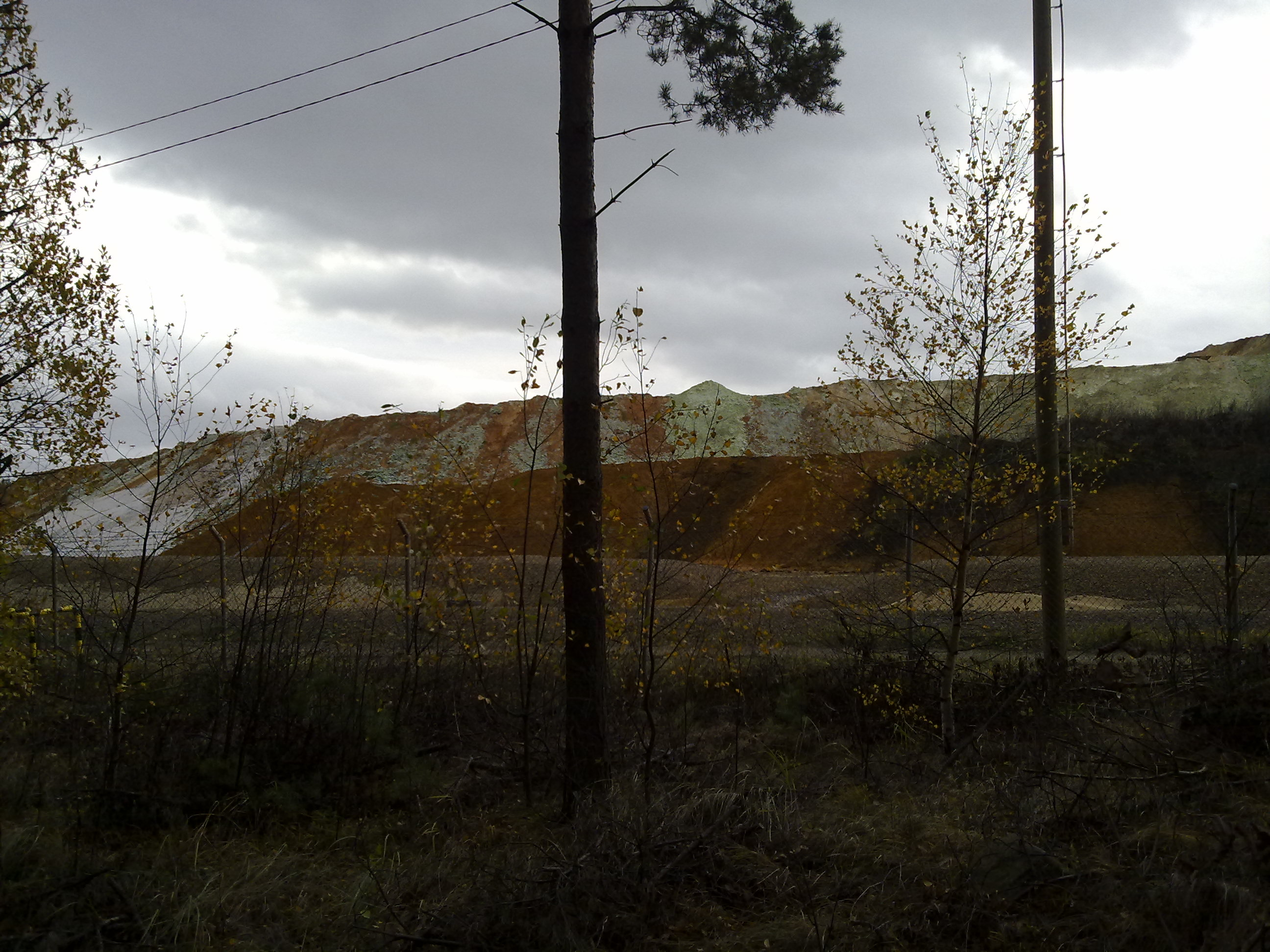
在芬蘭波里的卡納阿，堆積在一間二氧化鈦工廠外面的硫酸亞鐵（二價鐵）。

硫酸亞鐵溶於水後，會形成水錯合物[Fe(H2O)6]2+，此離子近乎無色且具順磁性。
當硫酸亞鐵受熱時，會先失去結晶水，原本的綠色晶體會轉變為白色的固體無水物。繼續加熱，此無水物質會分解成二氧化硫和三氧化硫，並留下紅棕色的氧化鐵(III)。硫酸亞鐵的熱分解約在680°C（1,256°F）時開始。
2 FeSO
4  Fe
2O
3 + SO
2 + SO
3
硫酸亞鐵與其他亞鐵鹽相同，具有還原性。舉例來說，它可將硝酸還原成一氧化氮，並將氯還原成氯離子：
6 FeSO
4 + 3 H
2SO
4 + 2 HNO
3  →  3 Fe
2(SO
4)
3 + 4 H
2O + 2 NO
6 FeSO
4 + 3 Cl
2  →  2 Fe
2(SO
4)
3 + 2 FeCl
3
硫酸亞鐵的溫和還原性在有機合成中相當有用。它也是芬頓試劑中鐵催化劑的成分。
硫酸亞鐵可利用鈰量滴定法進行檢測，此為印度藥典局的官方用法。此方法使用試亞鐵靈溶液，在滴定過程中，顏色會呈現由紅轉淺綠的變化。

## 外部連結
- . Chemical Land21. 10 January 2007.
- Hunt, T. Sterry. . . 1879.

Template:Antianemic preparations